# 稚内市警察
稚内市警察（わっかないしけいさつ）は、かつて存在した北海道稚内市の自治体警察。日本最北の自治体警察である。

## 概要
旧警察法の施行で、従来の北海道警察部（旧北海道庁警察部）が解体され、1948年（昭和23年）3月7日に稚内町警察署が設置された。翌1949年（昭和24年）6月に市制が施行され稚内市警察署と改称した。
その後、1954年（昭和29年）に、旧警察法が全面改正される形で新警察法が公布された。これにより国家地方警察と自治体警察が廃止され、新たに都道府県警察として北海道警察本部が発足。稚内市警察も北海道警察に統合され、姿を消した。

## エピソード
稚内市警察は、全国約1600ある自治体警察の中でも数多くのエピソードを残している。

### 稚内警視庁
自治体警察では、警察職員の服制を定める権限が与えられ、稚内市警察でも、服制を定めることになった。ただ、稚内市警察の服制には、他の自治体警察のものと異なる特徴を有していた。
- 巡査は、警部補相当の制服を着用
- 巡査部長は、警部相当の制服を着用
- 警部補は、警視相当の制服を着用
- 警部は、警視正相当の制服を着用
- 警視は、警視長相当の制服を着用
- 警視正は、警視総監相当の制服を着用

このように、階級が2 - 3ランク上の制服を着用することになり、警視正である稚内市警察長は、警視総監相当の制服を着用することになった。そのため、「稚内警視庁」「北の警視総監」の異名をとるようになった。しかし当時の稚内市警察の構成人員は37人ほどだった。

### ポリス会
稚内市警察では親睦団体として、巡査のみで構成されるポリス会が設立された。実際は管理職に対抗する一種の労働組合であった。

### 署員による殺人事件
ある署員が市会議員と喧嘩になり、遂に死に至らしめる不祥事が発生した。